# 塹壕ラジオ

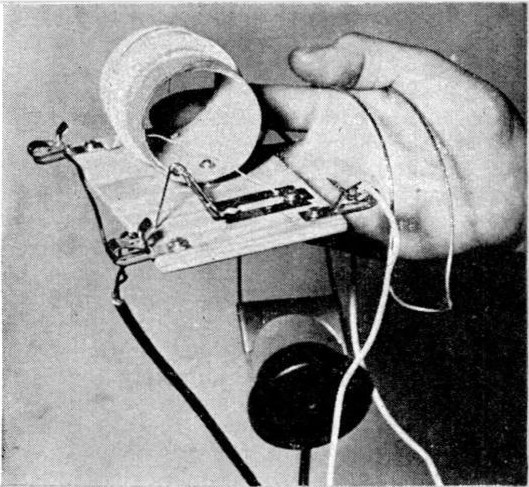
塹壕ラジオの接写写真。安全剃刀の刃と安全ピンに取り付けられ刃に押し付けられている鉛筆の芯が示されている。

塹壕ラジオ (ざんごうラジオ、英: foxhole radio)は、第二次世界大戦中に兵士が娯楽目的で地元ラジオ局の放送を聴取するため作った間に合わせのラジオ受信機である。

## 塹壕ラジオとは
塹壕ラジオは検波器に安全剃刀の刃を、電極針にはワイヤや安全ピンや鉛筆を用いた粗雑な鉱石ラジオである。検波器には、デイビッド・エドワード・ヒューズの発明したカーボンマイクロフォンを応用して初期のラジオ受信機に用いられた検波器に似たものもあった。
再生式受信機やスーパーヘテロダイン受信機は電波を輻射するため、敵に自分の位置を知られるおそれがあり、兵士は通常の真空管受信機を持つことが許されなかった。塹壕ラジオは電源が無く、ラジオ局から受信した電力のみで動作するため、電波を輻射しないので真空管受信機の代用として作られた。
「塹壕ラジオ」という名称は、戦時中に使われた防御戦闘陣地である一人用塹壕（foxhole、日本では蛸壺壕という）にちなんでおそらく報道機関により名づけられた。最初の報道例はイタリアのアンツィオの戦いで、後にヨーロッパと太平洋の全域に広がった。
なお、『ある発明のはなし せんいが社会をかえる』（岩城正夫）によると、著者の岩城（1930年生まれ）は戦争中「遭難したアメリカ兵が、さびた剃刀の刃などからラジオを作っていた。」という話を読んだことがあり、当時の日本でも存在自体は知られていた。
第二次世界大戦とベトナム戦争で捕虜が作った記録もある。

## 歴史

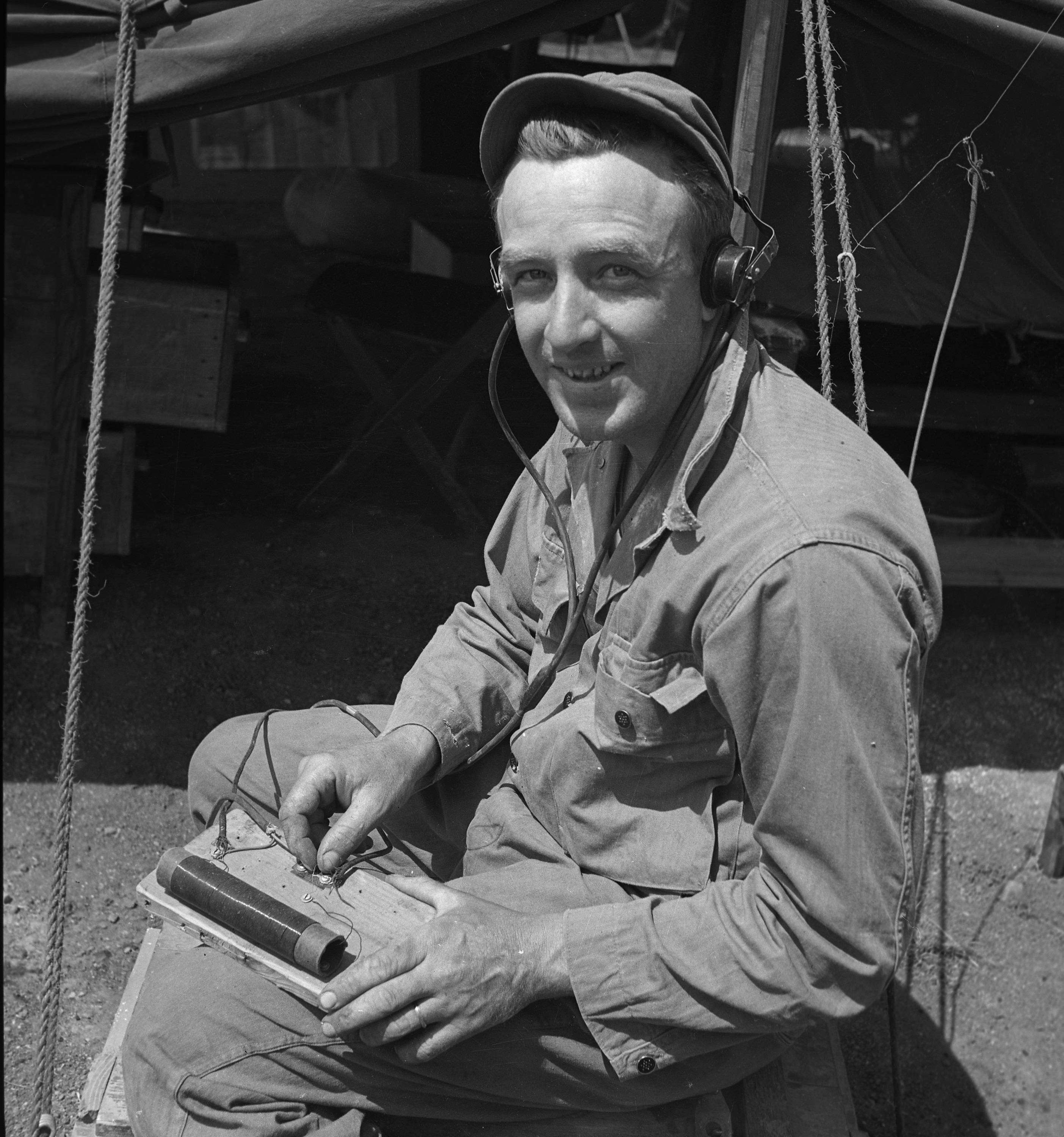
アンツィオへの上陸の際に塹壕ラジオを用いる兵士

誰が最初に塹壕ラジオを作ったのかは不明であるが、1944年2月から5月に膠着状態となっていたアンツィオへの上陸拠点で守備に着いていた兵士により発明されたことはほぼ確実である。塹壕ラジオに関する最古の新聞記事はニューヨークタイムズ1944年4月29日号にある。オクラホマ州イーニド出身のエルドン・フェルプス二等兵により作られ、後に設計したのも自分だと主張した。かなり粗雑な作りであり、木片に突き刺した剃刀の刃が鉱石の、アンテナ線の端が電極針の役目を果たしていた。これを用いてローマとナポリからの放送をなんとか受信できた。アマチュア無線家でもあるトイヴォ・クヤンパーたち通信兵はアンツィオで作った塹壕ラジオで、ドイツのプロパガンダ番組が含まれたローマからの放送を受信した。
アンツィオで聞かれたプロパガンダ番組はローマの枢軸軍から連合軍へ向けられたもので、従軍した米兵の多くは女性アナウンサーを「枢軸サリー」と呼んだが、枢軸サリーことミルドレッド・ギラースはベルリンから放送していたため、アンツィオで聞いたのはローマから放送していたリタ・ズッカである可能性が高い。通常「枢軸サリー」と言えばギラースのことだが、放送の中で「サリー」と自称していたのはズッカのほうである。
アメリカ陸軍第5軍（現アメリカ北方陸軍）の移動局やBBCなど連合国の放送も聞くことができた。
イタリアでの前線近くの米兵は、いくつかの塹壕ラジオをまとめ夜にローマからのレコード放送を聞くのが常であった。
ラジオ局から25-30マイルの範囲内であれば塹壕ラジオで放送を聞くことができた。
1942年、日本で捕虜となっていたR. G. ウェルズ中佐が国際情勢についてのニュースを得るために作った。ウェルズは「捕虜収容所全体がニュースを切望していた」という。ベトナムで捕虜となっていたリチャード・ルーカスも作った。

## 設計と動作

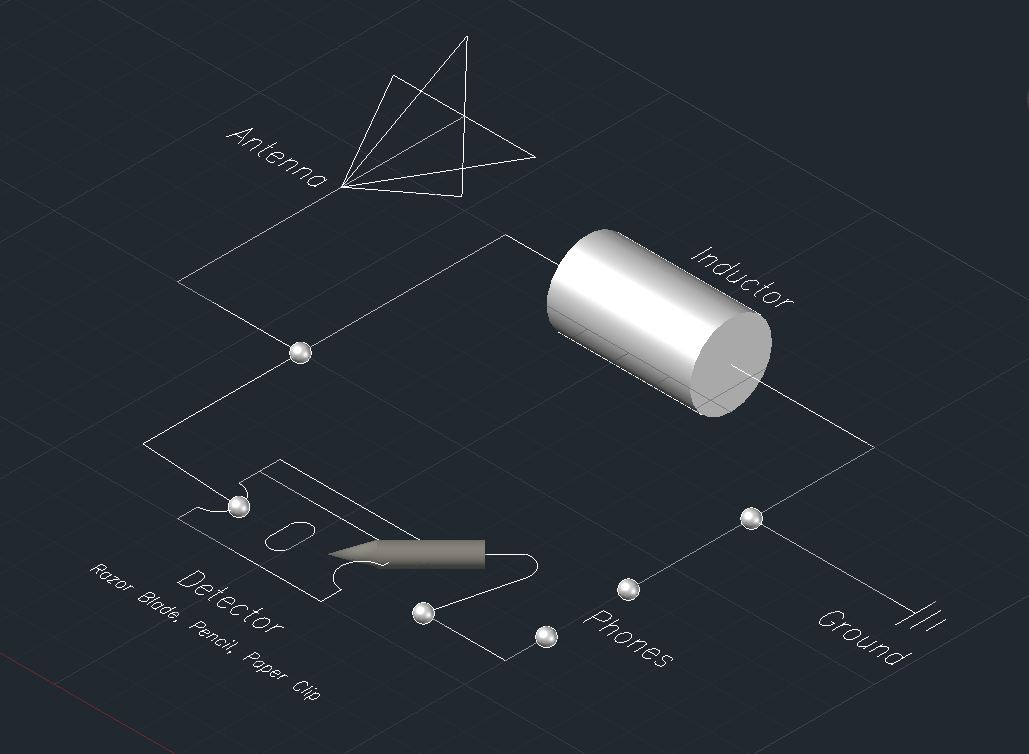
塹壕ラジオの図

塹壕ラジオは、アンテナ線、インダクタ（コイル）、検波器、イヤホンから構成される。
アンテナは接地されたコイルにつなげる。コイルには寄生容量があるため、特定の共振周波数をもつ共振回路（同調回路）として動作する。異なる周波数を受信するにはコイルのインダクタンスを変えればよいが、コンタクトアームというスライダー（日本語では摺動子という）が必要になる。ほとんどの塹壕ラジオはコンタクトアームは無く、直近のラジオ局の周波数のみ受信するものだった。
直列に接続した検波器とイヤホンはコイルと並列につなげる。
塹壕ラジオの検波器は鉱石検波器を模して、様々の一般的な品物から工夫して作られた。代表的なものは、酸化した安全剃刀の刃と安全ピンで刃に押し付けた鉛筆の芯である。刃の特定の場所が機能するため放送が聞こえるようになるまで鉛筆の芯を表面で動かした。
なお、この刃の酸化した（さびた）鉄が、検波器に使う鉱石の役割をするが、全体が真っ赤にさびたような刃では使い物にならず、少しさびかけた黒っぽいものの方がうまくいく。
イヤホンは音声電流を音波に変換する。
マイク・バーナードによると「ほとんどが戦車乗員からヘッドフォンを手に入れ、片方を分解しコイルの巻線として利用し、もう片方をイヤホンとして使用した」とのこと。
リチャード・ルーカスはイヤホンも作った。
「収容所で手にいれることができたのは被覆の無い裸線だったので、4本の釘を布でくくってできるだけ間隔を狭めて線を巻いたコイルが短絡しないようにろうそくの蝋をたらして絶縁した。コイルが10層ほどになると竹筒に入れて端から1/32インチくらいになるように調整した。この上にブリキ缶の蓋を置き塹壕ラジオに接続した。受信状況の良い夜でも、イヤホンが貧弱だったので相当静かでないと聞けなかった。磁石があればバイアスがかけられ、より大きい音になっただろう」と書いている。

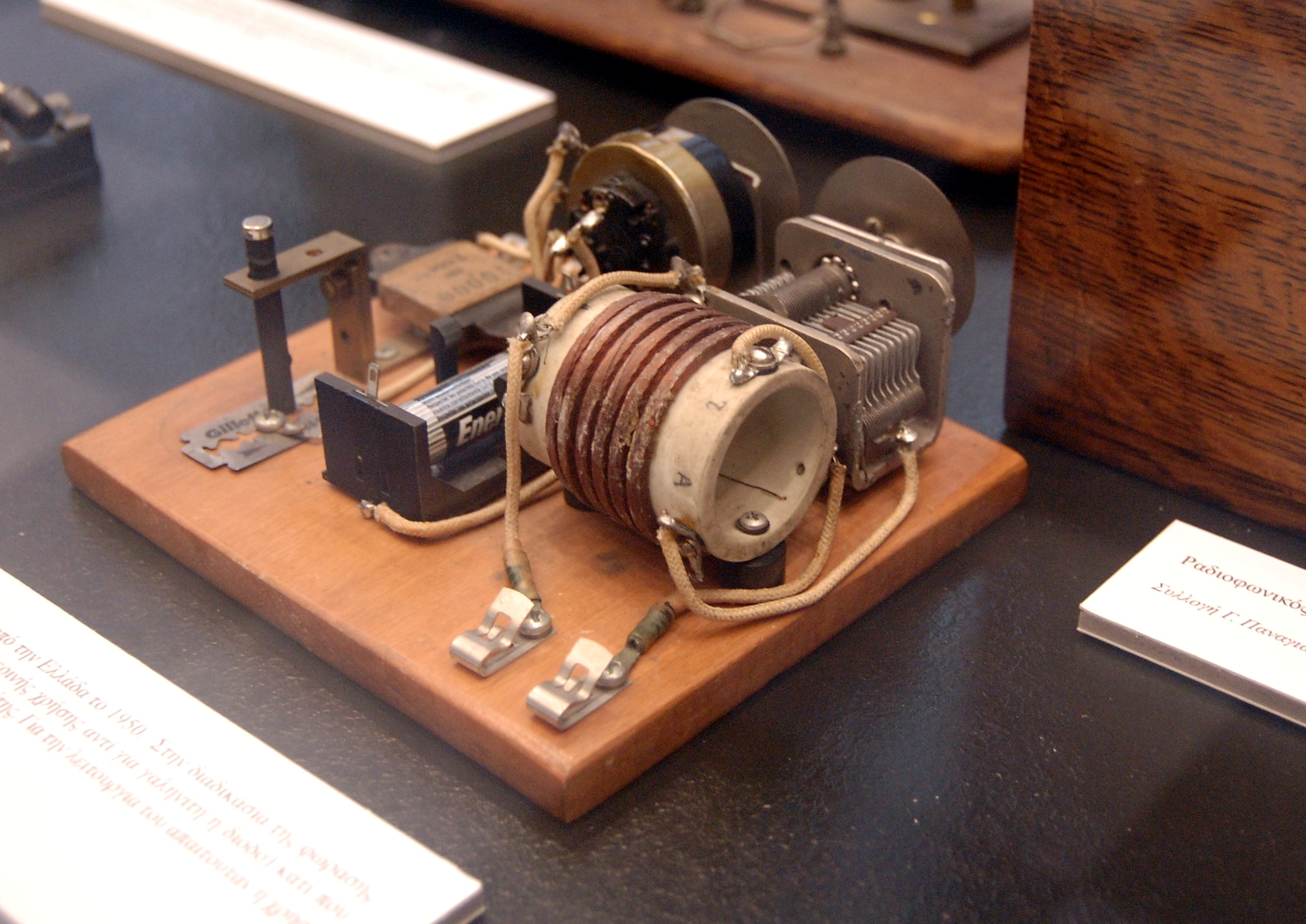
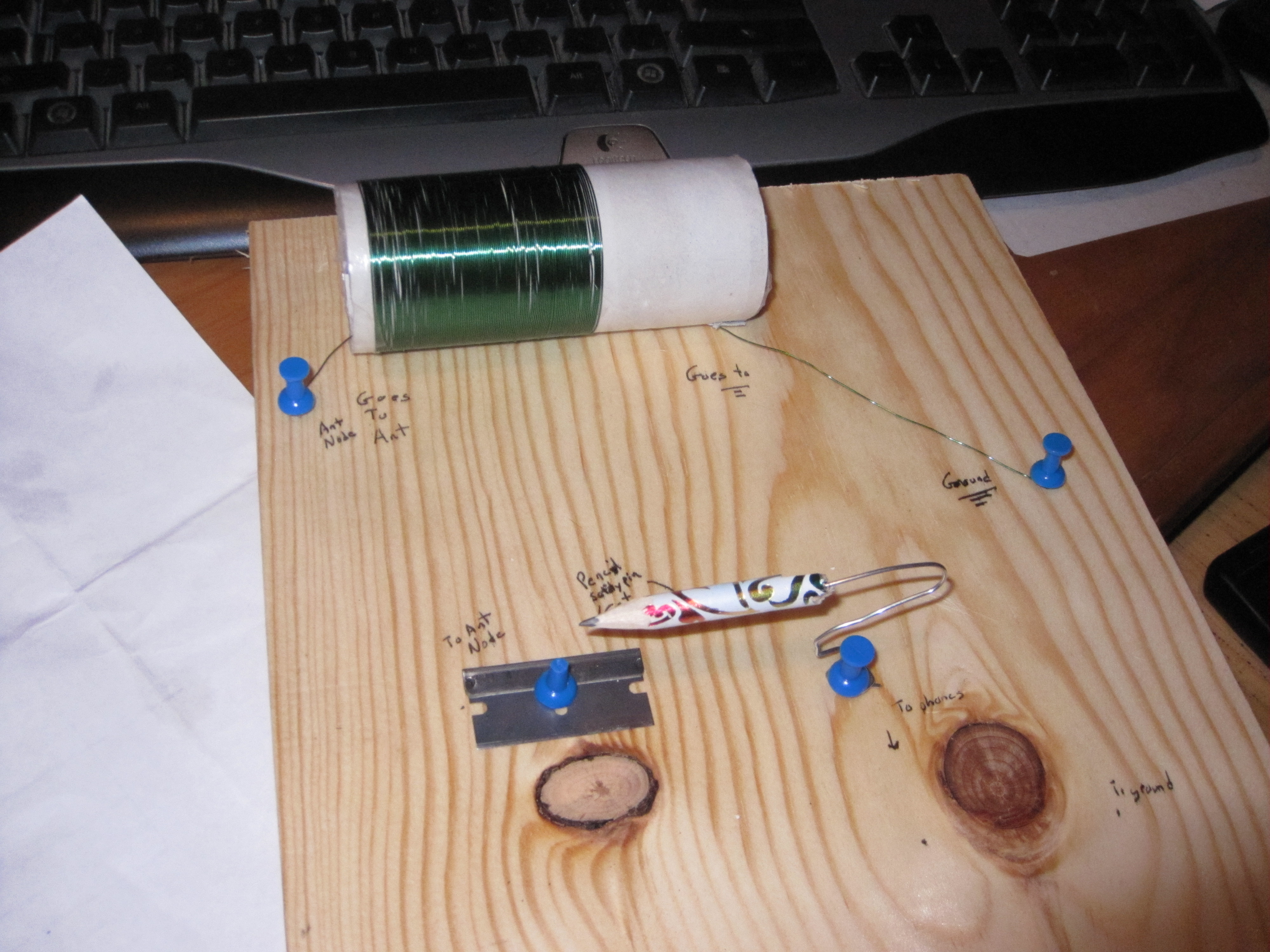